# 杜向光
杜向光（1916年—1993年8月30日），原名杜惠。山西代县人，中华人民共和国政治人物。

## 生平

### 民国时期
1932年考入代县中学。1935年，考入太原高等师范。1936年参加牺盟会。次年加入中国共产党。1938年2月，阎锡山下令撤销山西省战地动员委员会。代县动委会被迫解散后，他先后任应县、应山联合县（应县、山阴县)县长。1942年5月8日，因宗超山在赴专署开会途中被捕，他出任定襄县县长；后担任晋察冀边区二专署视察员、一专署实业科长、秘书主任等。第二次国共内战期间，杜向光担任过冀晋行署、北岳行署财政厅厅长。

### 共和国时期
中华人民共和国成立后，担任察哈尔省人民政府委员兼财政厅厅长，第二、第一机械工业部财务司司长，第三机械工业部厂长。1958年10月，国营峨嵋机械厂（现成都飞机工业集团、中航工业成飞）破土动工。1958年12月，第一机械工业部正式任命杜向光为党委书记，负责筹建工厂建设。并在1959年成立生产与领导小组。1960年11月任厂长，1963年2月改任党委书记，1964年1月调中华人民共和国财政部工作，担任工业交通财务司司长。1964年8月，担任中华人民共和国财政部副部长。文化大革命初期，因支持造反派造反、拒绝遵循中共中央领导；1967年2月17日，周恩来在接见财贸口造反派代表时，当场下令逮捕杜向光。1993年8月30日，去世。